# Munkaállomás

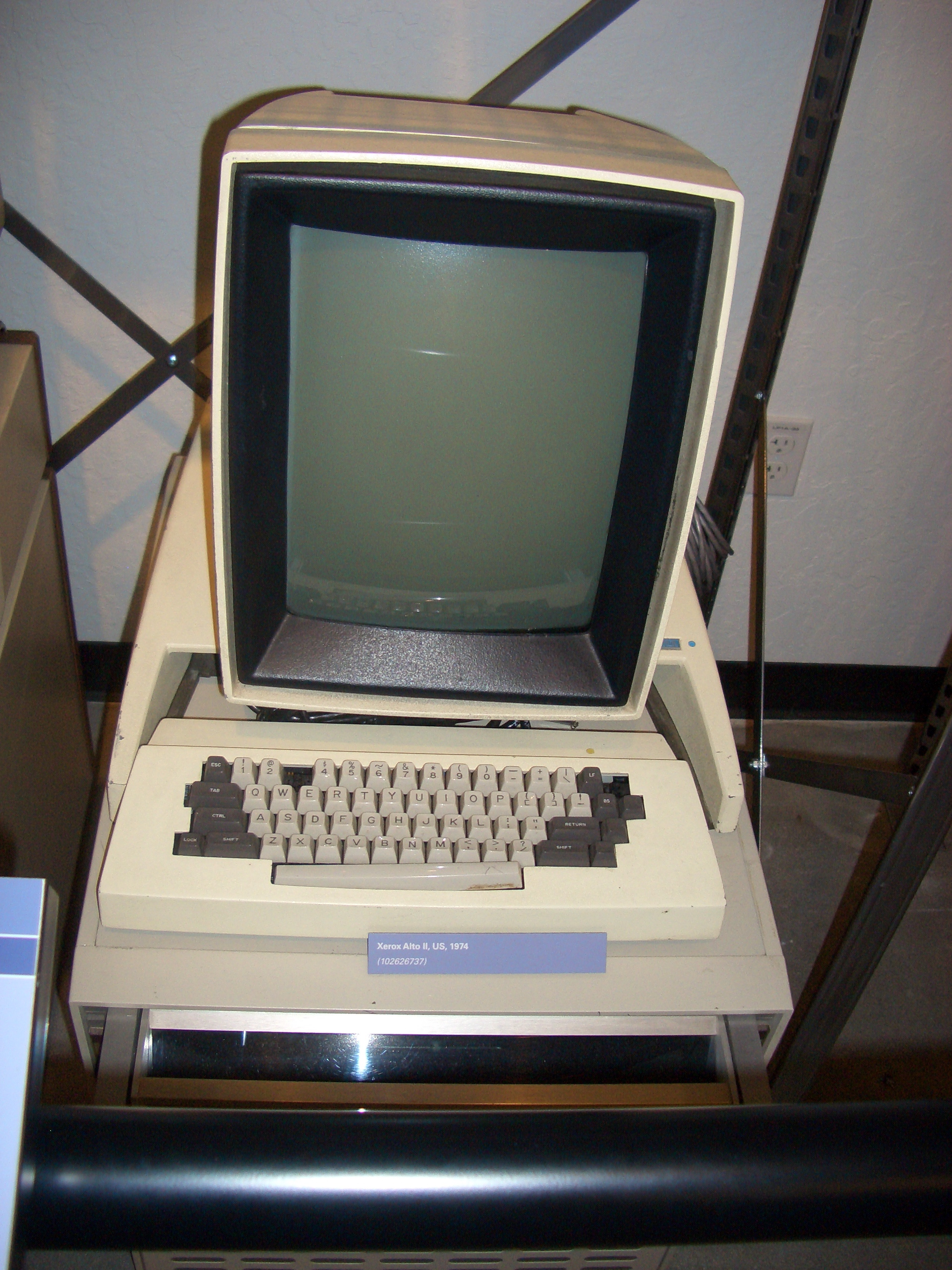
Xerox Alto miniszámítógép

A munkaállomás egy felsőkategóriás asztali számítógép, amelyet technikai alkalmazások futtatására terveztek. Rendeltetése szerint egyszerre egy személy használja terminálként, munkahelyként, de általában alkalmas arra, hogy távolról más felhasználók is hozzáférjenek. 
A munkaállomások általában nagyobb teljesítményűek, mint a személyi számítógépek, különösen grafikai alkalmazások és számítási kapacitás tekintetében.
Gyakran 3D-s mechanikai rajzok, mérnöki szimulációk vagy matematikai ábrák megjelenítésére és szerkesztésére optimalizálják őket. A konfigurációk általában nagy felbontású monitort, igényesebb egeret és billentyűzetet tartalmaznak, sok esetben támogatnak több kijelzős megjelenítést és pontos grafikus adatbevitelt, valamint előfordul, hogy szerver szintű processzor dolgozik bennük.

## Munkaállomások és gyártók listája
- @Xi Computer
- 3Station
- Acecad
- Alienware
- Apollo Computer
- Apple Inc. (Korábban Apple Computer)
- Commodore Amiga 3000UX
- Ardent Computer
- Atari Transputer Workstation
- BOXX
- CAD2
- Callan Data Systems (Unistar)
- Core Hardware Systems
- Computervision
- Datamax UV-1
- Dell
- Digital Equipment Corporation
- EUROCOM
- Evans & Sutherland
- Hewlett-Packard
- IBM
- Intergraph
- Lilith
- MIPS Magnum
- NeXT
- Omron LUNA
- Silicon Graphics
- Sony NEWS
- Stardent Inc.
- Sun Microsystems
- Torch Computers
- Unisys ICON
- Xerox Star